# أدولف إريك نوردنسكيولد
أدولف إريك نوردنسكيولد (18 نوفمبر 1832، هلسنكي، فنلندا - 12 أغسطس 1901، دالبيو، سودرمانلاند، السويد) بارون فنلندي وعالم اختص في علم النبات، الجيولوجيا وعلم المعادن، أصله فنلندي سويدي من أسرة Nordenskiöld الشهيرة بالعلماء.
ولد في دوقية فنلندا الكبرى ينما كانت جزء من الإمبراطورية الروسية، وبسبب نشاطه السياسي أجبر على مغادرة فنلندا والعيش في السويد كمنفى سياسي. فيما بعد أصبح عضوا في البرلمان السويدي والأكاديمية السويدية. قاد بعثة فيغا في 1878 - 1879 على طول الساحل الشمالي لأوراسيا، وكان أول عبور كامل من الممر الشمالي الشرقي.

## روابط خارجية
- أدولف إريك نوردنسكيولد على موقع الموسوعة البريطانية (الإنجليزية)